# Пугачёв, Алексей Иванович
Пугачёв Алексе́й Ива́нович (16 мая 1883, Тверская губерния — 22 апреля 1939, Ленинград) — медальер, художник, гравёр, эмальер.
Создал множество нагрудных знаков для России, СССР и Бухарской Народной Советской Республики.

## Биография
Родился 16 мая 1883 года в селе Красное Старицкого уезда Тверской губернии.
В 1902—1904 годах учился в художественной школе.
В 1904—1910 обучался в Императорской Академии художеств. После окончания Академии (1910) поступил на Санкт-Петербургский монетный двор.В 1912—1914 годах стажировался за границей (Германия, Франция).
C 1914 года медальер Санкт-Петербургского монетного двора.
C 1918 по 1924 годы работал медальером на монетном дворе Старой Бухары.
В 1924 году работал на монетном дворе Петрограда, затем Ленинградском монетном дворе.
Ученик и соратник известного художника, скульптора, Героя Труда (1922) — А. Ф. Васютинского.

## Работы А. И. Пугачёва
- штамп ордена Ленина
- штамп знака ГТО
- Знак военного отличия «Красному воину», Бухарской НСР
- штамп ордена Красной Звезды (Бухарской НСР)